# Dołek środkowy siatkówki oka

26 – fovea centralis

Dołek środkowy siatkówki oka lub dołek środkowy (fovea centralis) – małe zagłębienie w centrum plamki żółtej siatkówki. Występuje w oku wielu kręgowców, m.in. u wielu ssaków (nie występuje u niższych naczelnych) i ptaków. Dołek leży dokładnie w osi poziomej oka, u człowieka około 3,5 mm od brzegu tarczy nerwu wzrokowego. Obraz przedmiotu, na którym skupiany jest wzrok jest rzutowany właśnie na dołek środkowy. Jest to obszar najostrzejszego widzenia, pokrywający jednak zaledwie 2° kąta wzrokowego.
W dołku środkowym obecne są jedynie czopki, nie ma zupełnie pręcików. Czopki te mają charakterystyczną budowę – są znacznie cieńsze niż czopki w innych miejscach siatkówki. U człowieka jest ich około 60 000.